# Криворожская дирекция железнодорожных перевозок
Криворожская дирекция железнодорожных перевозок (ДН-2) (укр. Криворізька дирекція залізничних перевезень) — обособленное структурное подразделение государственного предприятия «Приднепровская железная дорога» с государственной формой собственности.

## История
В 1946 году был организован Долгинцевский участок железной дороги, созданный для объединения работ всех предприятий железной дороги и координации действий между ними.
В 1958 году участок был переименован в Криворожский.
В октябре 2000 года стал носить нынешнее название — Криворожская дирекция железнодорожных перевозок.

## Характеристика
Криворожская дирекция является одной из трёх дирекций Приднепровской железной дороги.
Дирекция обслуживает население и предприятия почти половины Днепропетровской области, один район Николаевской области и один район Херсонской области.
В зоне обслуживания дирекции проживает примерно 1,5 млн человек, находится 875 промышленных предприятий, организаций и учреждений.
Центр дирекции находится в городе Кривой Рог.
Центральная станция — Кривой Рог-Главный. Ключевые станции дирекции: Пятихатки, Апостолово, Никополь.
Адрес: Украина, 50023, Днепропетровская область, Кривой Рог, улица Железнодорожников, дом 2.

### География
Границы Криворожской дирекции:
| Железная дорога | Дирекция    | Соединений | Участок соединения                                                | Магистральная линия                              |
| --------------- | ----------- | ---------- | ----------------------------------------------------------------- | ------------------------------------------------ |
| Приднепровская  | Днепровская | 3          | Апостолово — Днепр Кривой Рог — Верховцево Пятихатки — Верховцево | Херсон — Харьков Кривой Рог — Днепр Киев — Днепр |
| Приднепровская  | Запорожская | 1          | Никополь — Запорожье                                              | Кривой Рог — Донбасс                             |
| Одесская        | Знаменская  | 2          | Пятихатки — Знаменка Кривой Рог — Долинская                       | Днепр — Киев Донбасс — Запад                     |
| Одесская        | Херсонская  | 1          | Апостолово — Снигирёвка                                           | Харьков — Херсон                                 |

Основные межрегиональные электрифицированные направления отходят от станции Кривой Рог-Главный:
- на север — Жёлтые Воды, Пятихатки, Александрия и дальше на Киев;
- на юг — Апостолово, Никополь, Запорожье и дальше до Новоалексеевки, Геническа к Азовскому морю;
- на запад — Тимково, Долинская, Помошная и дальше на Одессу и Львов;
- на восток — Верховцево, Каменское, Днепр и далее на Харьков и Донецк.

Ещё одно межрегиональное, но не электрифицированное направление Харьков — Херсон, проходит через Апостолово.
Остальные направления выполняют вспомогательную роль и применяются преимущественно для перевозки сырья с ближайших шахт.

### Структура
На территории дирекции находятся 22 структурных подразделения, в подчинении соответствующих служб ПЖД:
- 4 локомотивных депо: 2 основных на станциях Кривой Рог-Главный (ТЧ-2) и Пятихатки (ТЧ-9), 2 оборотных в Апостолово (ТЧ-11) и Никополе;
- 3 вагонных депо по станциям: Батуринская (ВЧД-2), Мудрёная (ВЧД-8), Пятихатки (ВЧД-12));
- Никопольское моторвагонное депо (ЕРПЧ-2);
- 4 дистанции пути (по станциям Кривой Рог-Главный (ПЧ-12), Пятихатки (ПЧ-11), Апостолово (ПЧ-13), Никополь (ПЧ-16));
- 3 дистанции сигнализации и связи (по станциям Кривой Рог-Главный (ШЧ-10), Пятихатки (ШЧ-7), Апостолово (ШЧ-8));
- 2 дистанции энергоснабжения (по станциям Кривой Рог-Главный (ЭЧ-6), Никополь (ЭЧ-1);
- Дистанция защитных лесонасаждений (ПЧЛ-2);
- Строительно-монтажное эксплуатационное управление (СМЭУ-2);
- Пассажирский вагонный участок (ЛВЧ-2);
- Опытные путевые машинные станции: на станции Батуринская (ДКМС-80) и станции Пятихатки (ДКМС-237);
- Отдел военизированной охраны (НОР-2) на станции Кривой Рог-Главный.

Производственно-технологические подразделения в составе КД ПЖД:
- станций: 45;
- разъездов: 9;
- остановочных пунктов: 3;
- восстановительных поездов: 2 (Криворожский, Пятихатский);
- производственно-технологическое подразделение «Колея»;
- центр по обработке пассажирских документов;
- автотранспортный цех;
- линейное бюро по распределению мест в пассажирских поездах;
- билетное бюро.

В дирекции внедрена и работает система электронного управления и диспетчерского управления «Каскад», которая обеспечивает безопасность движения, даёт возможность в реальном времени видеть любой состав и вести его к пункту назначения.

## Деятельность
Основной вид деятельности — грузовая и коммерческая работа, которая в процентном соотношении составляет:
- 78,4 % — Горно-обогатительные комбинаты Криворожского железорудного бассейна и Никопольского марганцеворудного бассейна;
- 10,9 % — АрселорМиттал Кривой Рог.

Криворожская дирекция железнодорожных перевозок обслуживает:
- Города: Кривой Рог, Никополь, Марганец, Покров, Жёлтые Воды;
- Районы Днепропетровской области: Криворожский, Пятихатский, Широковский, Криничанский, Софиевский, Солонянский, Апостоловский, Никопольский, Томаковский;
- Районы Николаевской области: Казанковский;
- Районы Херсонской области: Нововоронцовский.